# 法定監護人
法定監護人（英語：legal guardian）是受到合法授權對個人的監護。受監護人一般分為三種，包括對無自理能力的老人、未成年兒童及殘疾（包括精神病）的成年人。

## 美國相關法規
监护是美国法律中的一个概念，指法官指定一名监护人或保护人，负责管理另一个人的财务或日常生活。负责监护的人称为“监护人”，接受监护的人则称为“被监护人”。被监护人通常由于年老或身体、精神等原因而无法管理自己的财务或照料自己的日常生活。
监护人可以只拥有对个人财产的监护权 ，但也可能拥有对个人人身的监护权。前者仅管理被监护人的财务 ，而后者则包括负责被监护人的日常活动，包括医疗护理、生活安排等。后者通常也被称为“法定监护人”。
美國就曾經有過指控親人患有精神病無法自理，從而成功申請成為其法定監護人，對其一舉一動都密切監控，甚至視其為搖錢樹的案例。就此，
加州於2021年通過法案将透过堵塞漏洞和提高监护程序的透明度来改革监护制度。

### 實際例子
- 解放布蘭妮運動

## 外部連結
- National Guardianship Association (USA) （页面存档备份，存于）
- Texas Family Guardianship Association (USA)
- Mental Capacity Act 2005 (England and Wales) （页面存档备份，存于）
- National Association to Stop Guardian Abuse (NASGA) （页面存档备份，存于） USA
- German guardianship law (english translation) （页面存档备份，存于）